# تشينانغو (نيويورك)
تشينانغو (بالإنجليزية: Chenango, New York)‏ هي بلدة أمريكية تقع في الولايات المتحدة في مقاطعة بروم، نيويورك. يقدر عدد سكانها بـ 11,252 نسمة ومساحتها 88.8 كم2 وترتفع عن سطح البحر 293 متر.

## أعلام
- سكوت بوير